# Rida (ruisseau)
Le Rida est un ruisseau de Belgique, affluent de la Meuse. Il prend sa source à Vottem, traverse la ville de Herstal et se jette dans la Meuse. La zone de sources ainsi que les eaux d'amont constituent un site de grand intérêt biologique.

## Géomorphologie
La proximité de la Meuse a engendré une érosion régressive par le vallon du Rida (tout comme les vallées voisines entre Liège et Haccourt) qui entaille le bord du plateau de la  Hesbaye sèche, incisant ensuite très profondément le versant mosan et les terrasses de la Meuse, sous forme d’un ravin débouchant vers Herstal.
Les sols dominants dans le vallon du Rida sont les sols limoneux à drainage naturel favorable (Ab) et des sols limono-caillouteux à charge de silexite ou de gravier ou de conglomérat et à drainage naturel principalement favorable (Gb). Ces derniers sols sont directement en relation avec des affleurements de l’argile à silex, et plus bas de quelques lambeaux de terrasses mosanes. Remarquablement, les sols des zones de sources et de marécage ne sont pas différenciés. Cela sans doute en raison de la trop faible densité des sondages (env. un par ha),.

## Cours

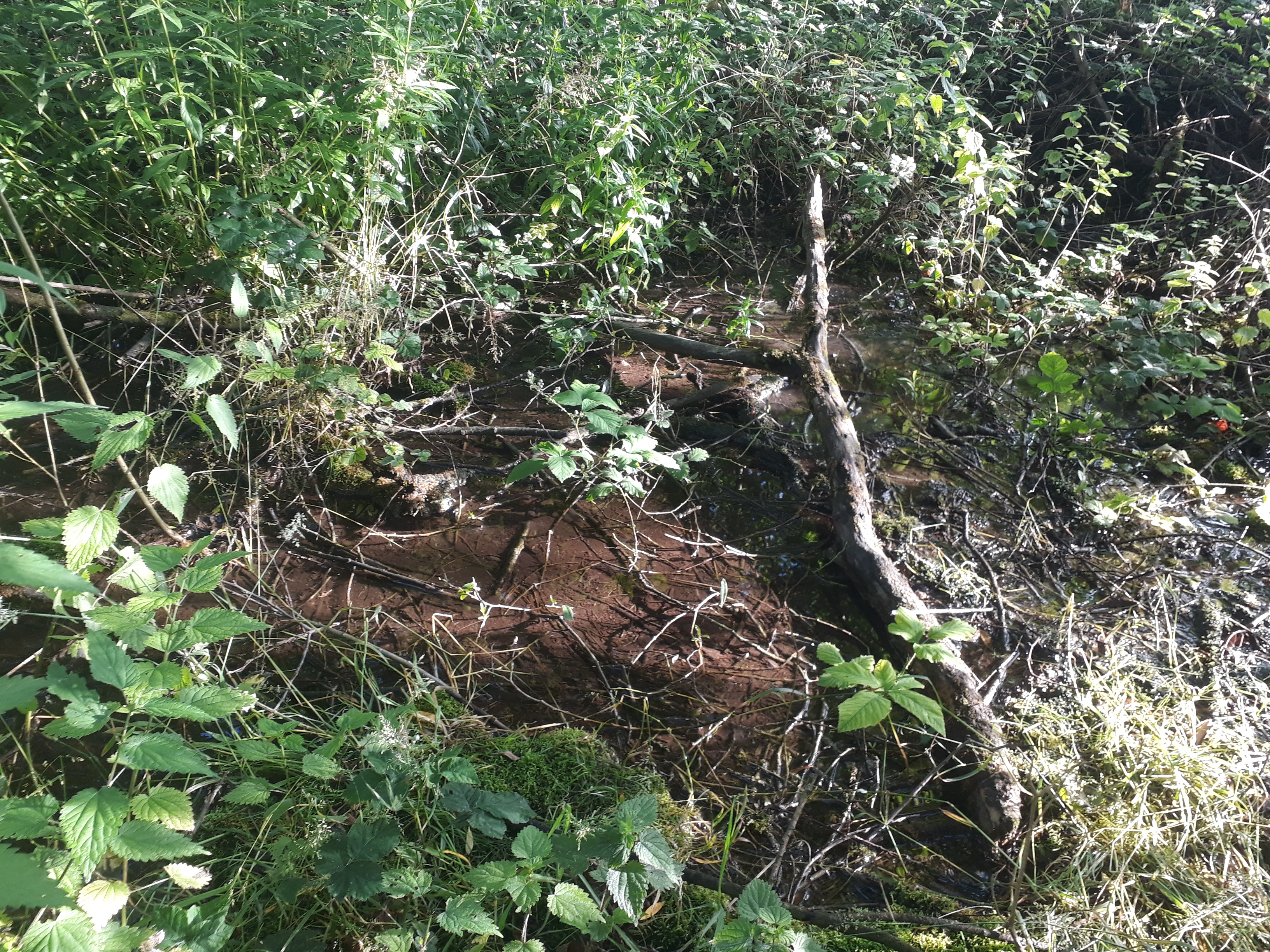
Source actuelle du Rida à Vottem et cranière

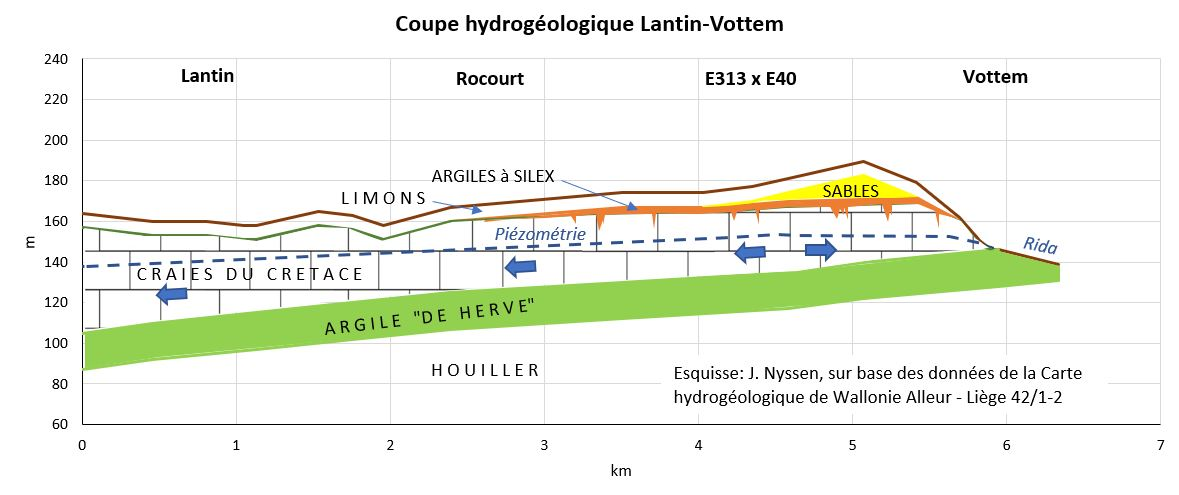

### Eaux d'amont
Les eaux s'infiltrent à travers les craies du Crétacé qui sont situées en amont, et alimentent la nappe phréatique de Hesbaye. Toutes les sources sont situées au niveau de l'aquiclude formée par la formation géologique de l'argile de Herve,,,. Dans cet aquiclude se trouve un horst, créant un seuil qui maintient la nappe à un haut niveau en-dessous du centre de Vottem. Les sources du Rida sont situées à hauteur d'une dépression de ce seuil, par où les eaux s'écoulent. Le débit des sources a été affecté par les phénomènes suivants:
- Au fur et à mesure de l'urbanisation du bassin amont, les surfaces imperméabilisées ont été agrandies. Pendant les averses, les surfaces construites à partir de matériaux tels que l'asphalte et le béton de même que les toits transportent les eaux pluviales vers les égouts, au lieu de permettre à l'eau de s'infiltrer dans le sol. En conséquence, la recharge des aquifères est réduite, et le ruissellement urbain augmente dans le bassin versant[8].
- Les eaux qui percolent dans les caves des maisons du centre de Vottem sont évacuées via les égouts, et n'alimentent donc plus le ruisseau.
- Cet aquifère est une "nappe perchée"[9] (bien plus élevée que le niveau de la rivière adjacente, la Meuse); avec le développement des puits de charbonnage, l'aquiclude de l'argile de Herve a été percé en de nombreux endroits, ce qui a provoqué un drainage vertical (vers le bas) [10]. Plus bas dans le sous-sol, ces eaux étaient évacuées par des areines et déversées dans la Meuse.
- Plus au nord-ouest, partout en Hesbaye, les eaux de cet aquifère sont interceptés et pompés[3],[11].

Tout cela a provoqué un abaissement du niveau piézométrique et le tarissement des sources du Rida.

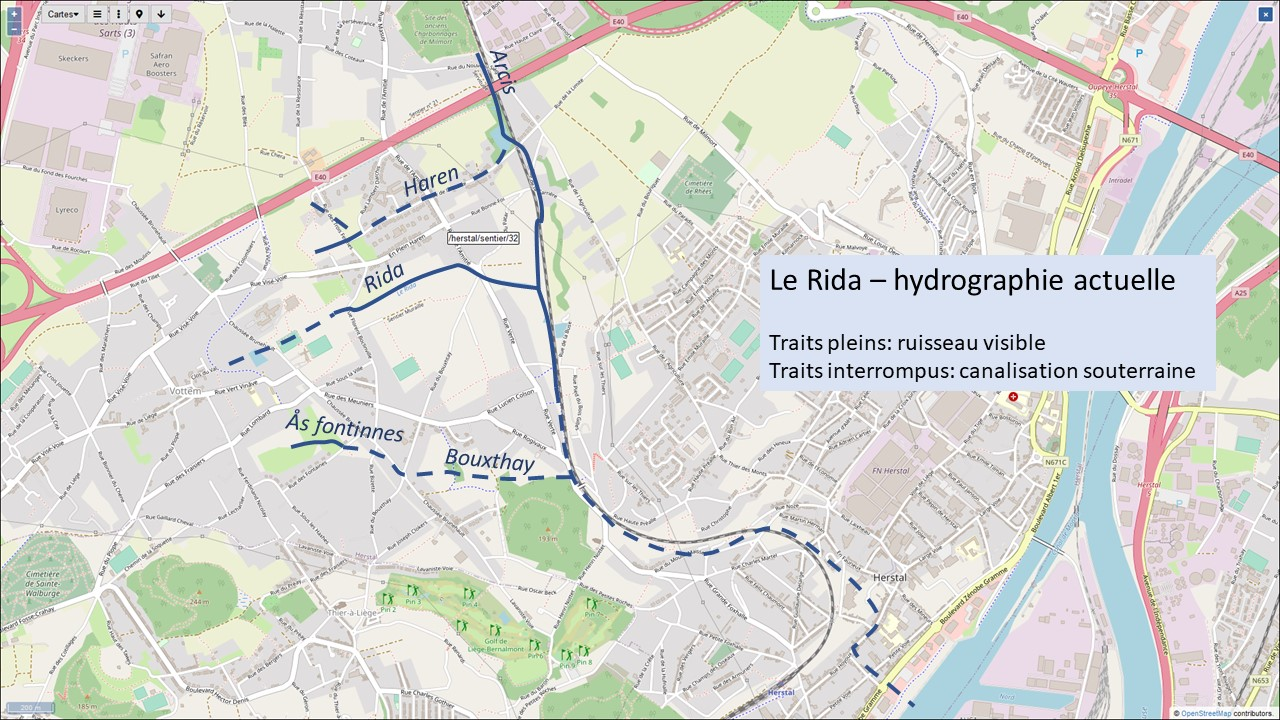
Hydrographie actuelle

Récemment, on observe une réactivation des sources. Une possible cause serait que graduellement les galeries minières et les areines s'effondrent, empêchant le drainage souterrain et que la nappe retrouve son niveau d'origine,.

#### Le Rida
La source principale du Rida est située à Vottem. Cette ancienne zone humide s'appelait «li pré Cadjo», et les enfants du village s'y baignaient. Les élèves de l'école primaire y venaient en classe pêcher des tétards. En 1918, la zone de sources est décrite comme “un fond plaisant de prairies et vergers que surmontent de très hauts peupliers.
La source principale actuelle est située en aval d'une ancienne décharge. Néanmoins elle produit une eau très claire, comme en témoigne une large dépôt de tuf calcaire, nommé  "cron" ou "cranière" en Wallon. Il y a également présence de gours. De telles sources pétrifiantes sont assez rares au nord de la Meuse. On y trouve une mousse extrêmement rare Campylium stellatum.
Juste en aval, il y avait, le long du Rida, la Ferme Ruwet, toujours visible sur les plans cadastraux en 1958, avec un étang où le dernier fermier, M. Colson, exploitait une cressonière. L'étang a été remblayé mais le cresson sauvage y pousse toujours, en aval de la zone de sources.
Entre Vottem et Herstal, le cours est visible, mais canalisé; au lieu-dit Au Patar le Rida prend brièvement sa morphologie naturelle.

#### Ruisseau de Haren
Les sources du Ruisseau de Haren se trouvent à la limite de Herstal et Vottem; son débit est rarement suffisamment puissant que pour joindre le Rida principal. Une source est située dans un chemin creux (Chemin vicinal No. 11) à l'angle de la Rue des Bruyères (Chemin vicinal No. 30), le tout sous un couvert de haies et buissons (50° 40′ 42,4″ N, 5° 35′ 36,8″ E), d'autres dans la Rue de la Source.

#### Ås fontinnes– Bouxthay

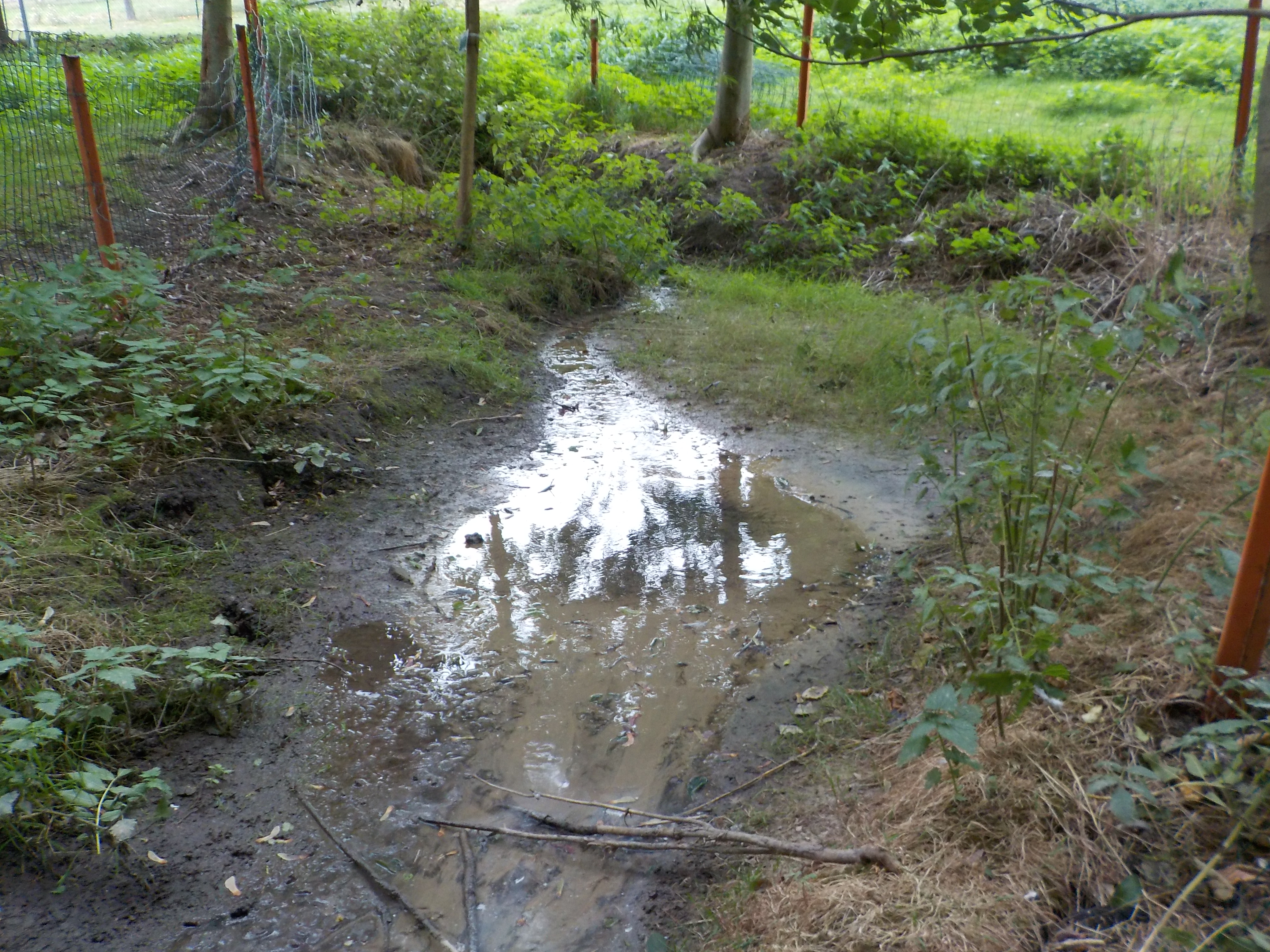
Source Ås fontinnes

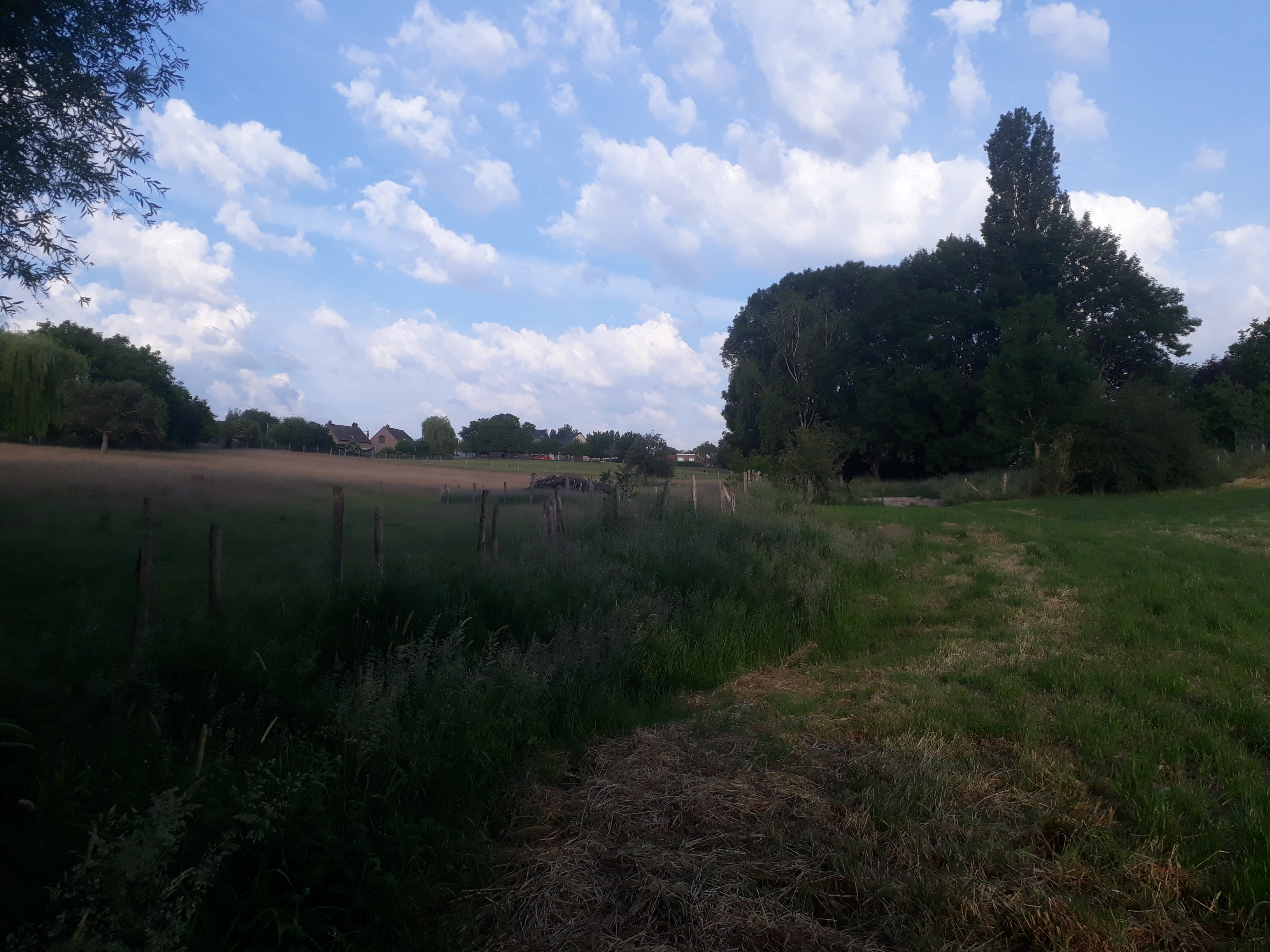
Ås fontinnes

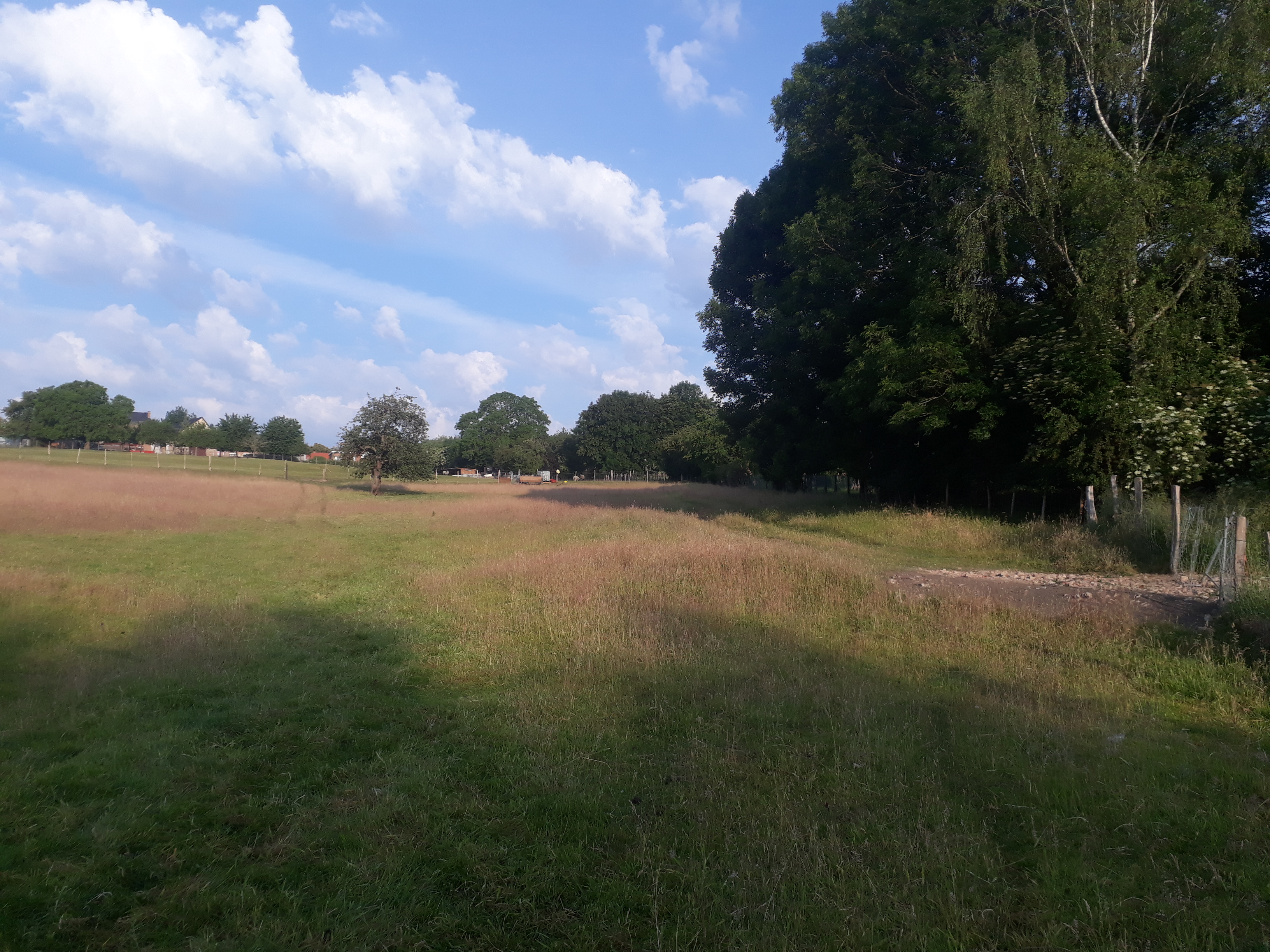
Ås fontinnes - xhavée en amont

Les sources de ce ruisseau se trouvent dans une prairie, et le ruisseau  Ås fontinnes donne une impression du paysage rural d'origine de toutes les têtes de vallée voisines. Sur les flancs quelques arbres qui sont les restes d'un taillis ancien - jusqu'au XIXe siècle les pauvres du village venaient tailler le bois sur le coteau nommé Platduron, et prendre l'eau à la source. La zone de sources se trouve là où l’Argile de Herve affleure. Les eaux infiltrées à travers les craies du Maastrichtien s’y concentrent et s’exfiltrent . Dans le paysage traditionnel, Ås fontinnes (en Français “aux sources”) s’écoulait à travers un fond de vallée marécageux, où le cresson de fontaine poussait en grande quantité. La rivière présentait une écologie aquatique qui convenait au cresson: une eau claire et peu profonde, non acide, à courant lent. Les habitants des environs venaient récolter ce cresson par sacs entiers, et le revendaient à la criée de Vottem.
Actuellement, cela reste un ruisseau et un paysage inattendu dans un environnement largement urbanisé. On observera une xhavée en amont des sources, sur les craies, et puis un ruisseau aux eaux claires. Les débits ont sans doute diminué fortement en raison de l’infiltration moindre, et le cours aura été rectifié pour drainer les prairies. Le cresson a disparu également. Ås fontinnes subsiste comme un paysage semi-naturel.

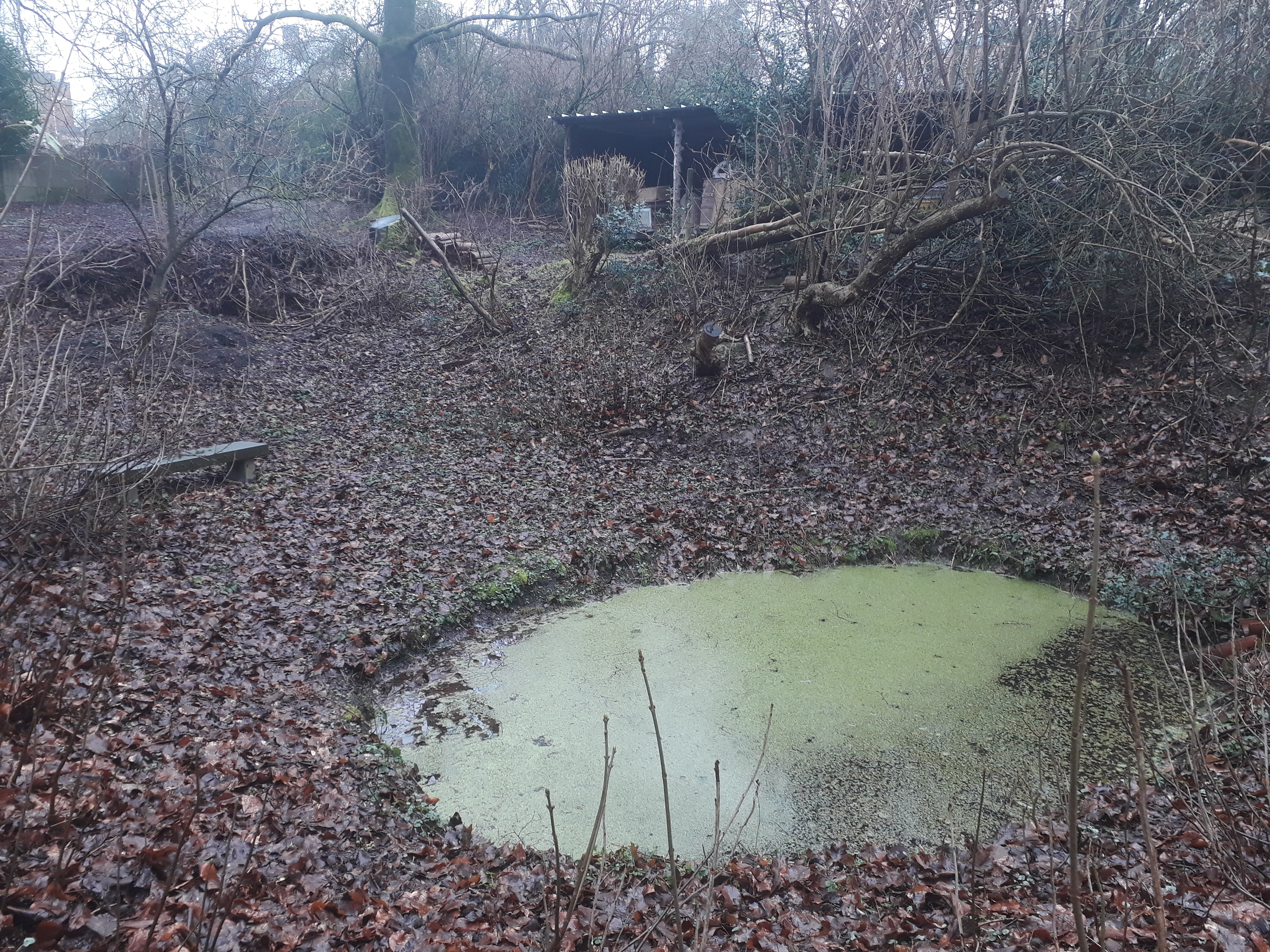
Li Font'nale

Il y a, enfin, une petite mare permanente, dans les anciens prés, devenus forêt spontanée à l’intérieur du quadrilatère Rues des Fontaines-Sous les Haxhes-Bouxthay-Bizette. Il s'agit de la Fontn’ale (petite source), décrite à cet endroit par Renard en 1934. Ce toponyme est mentionné pour la première fois en 1304.

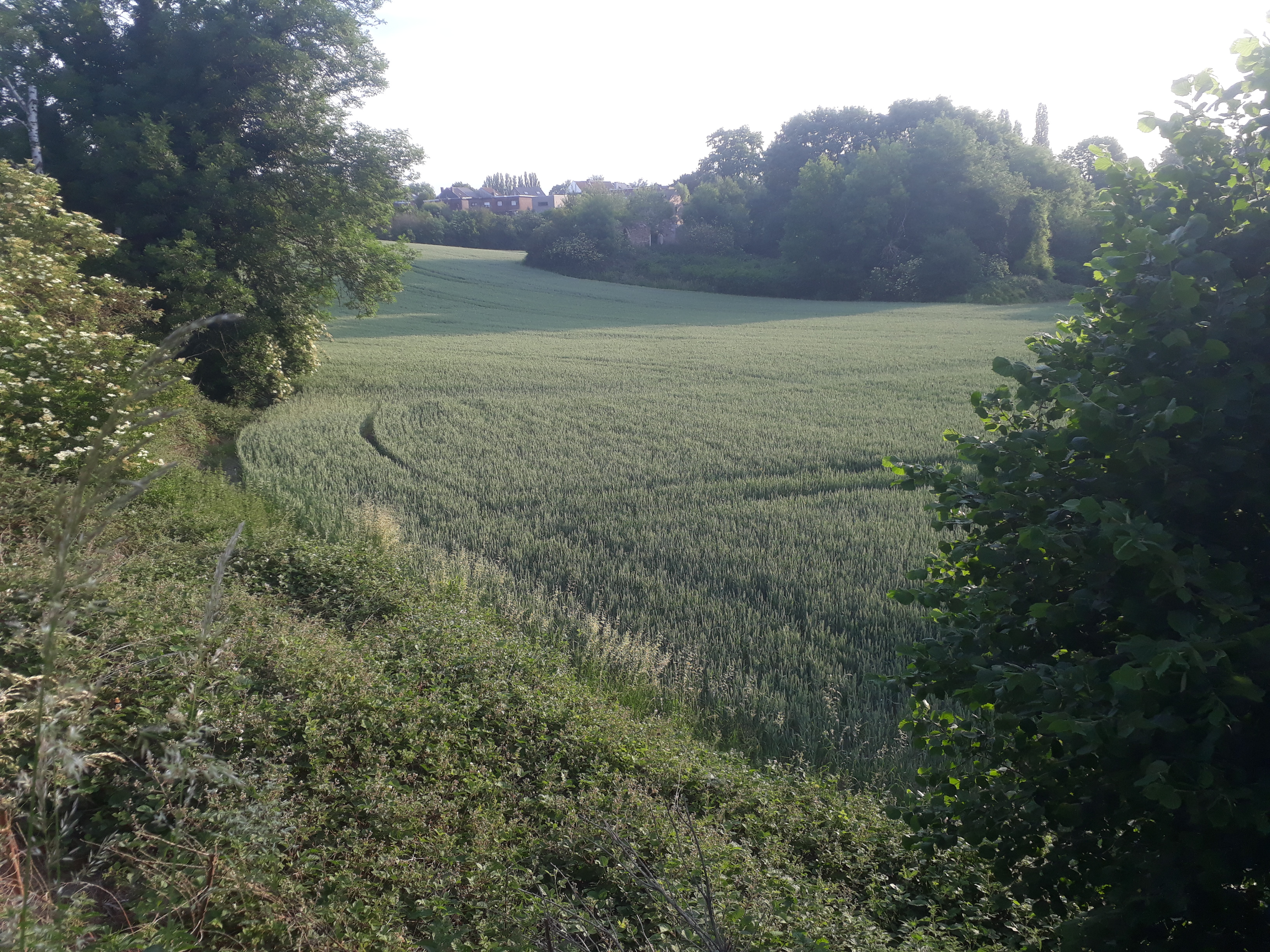
Le Ruisseau du Bouxthay souterrain traverse ce fond de vallée près des ruines du château du même nom

Plus en aval, le ruisseau s’appelle Ruisseau du Bouxthay. Sur les cartes IGN il est encore visible jusqu’aux ruines du château du même nom. Il rejoignait le Rida principal près de la position actuelle de la Rue Charlemagne. En aval des Fontinnes, ce ruisseau coule dans un pertuis.

#### Exhaure de Milmort
Il draine le bas de Milmort; c'est un ruisseau intermittent. Depuis la construction de la ligne de chemin de fer Liège-Hasselt, les eaux s'écoulent par le drain latéral des rails.

### Cours principal
Le cours principal débute après que le Rida ait reçu les eaux d'Haren et de l'Exhaure de Milmort. A cet endroit se trouvent des terrains marécageux sur lesquels se sont développés les deux seules roselières de la commune de Herstal. Il s'y trouve un remarquable saule têtard de 3 m de circonférence, qui n’a plus été élagué depuis au moins l'an 2000.
En aval du pont sous la ligne de chemin de fer Liège-Tongres près de la Ferme du Patar, il persiste une prairie humide, mais les eaux du Rida sont repris dans un pertuis qui les dirige vers la Meuse. Çà et là, des traces de son cours sont encore visibles dans le paysage urbain.
Le Rida est encaissé jusqu'au lieu-dit Bériwa (à Herstal) (Etymologie: "Beau Ruisseau" (en Wallon), d'après l'Atlas des Chemins Vicinaux de 1841).

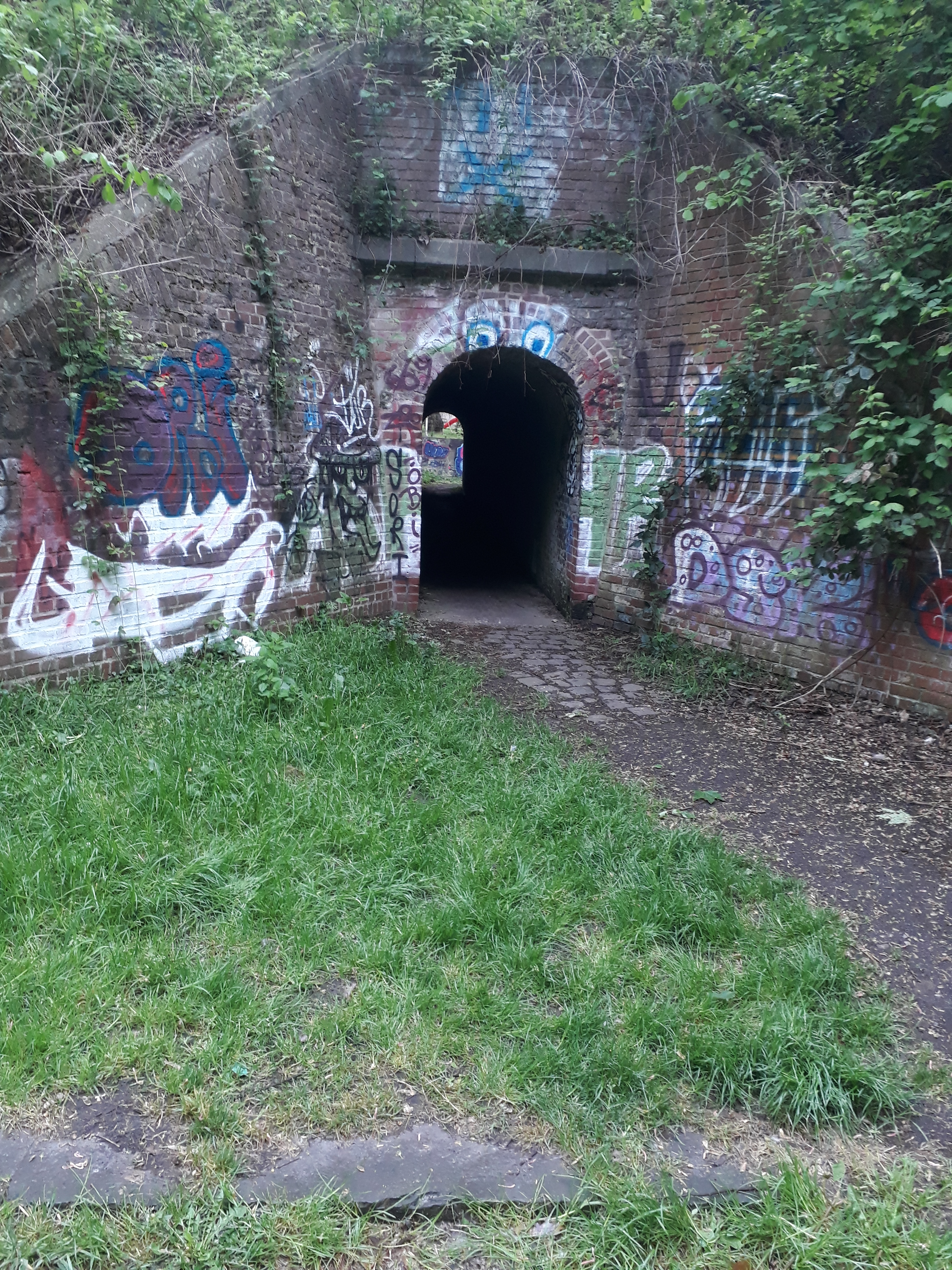
Pont sous les rails de la ligne de chemin de fer Liège-Tongres par où passe le Rida en souterrain, conjointement avec le sentier n° 100 de Herstal. La bordure en petit granit à l'avant-plan marque l'endroit ou le Rida émergeait de nouveau; plus tard il a été incorporé ici dans un pertuis

### Cours inférieur

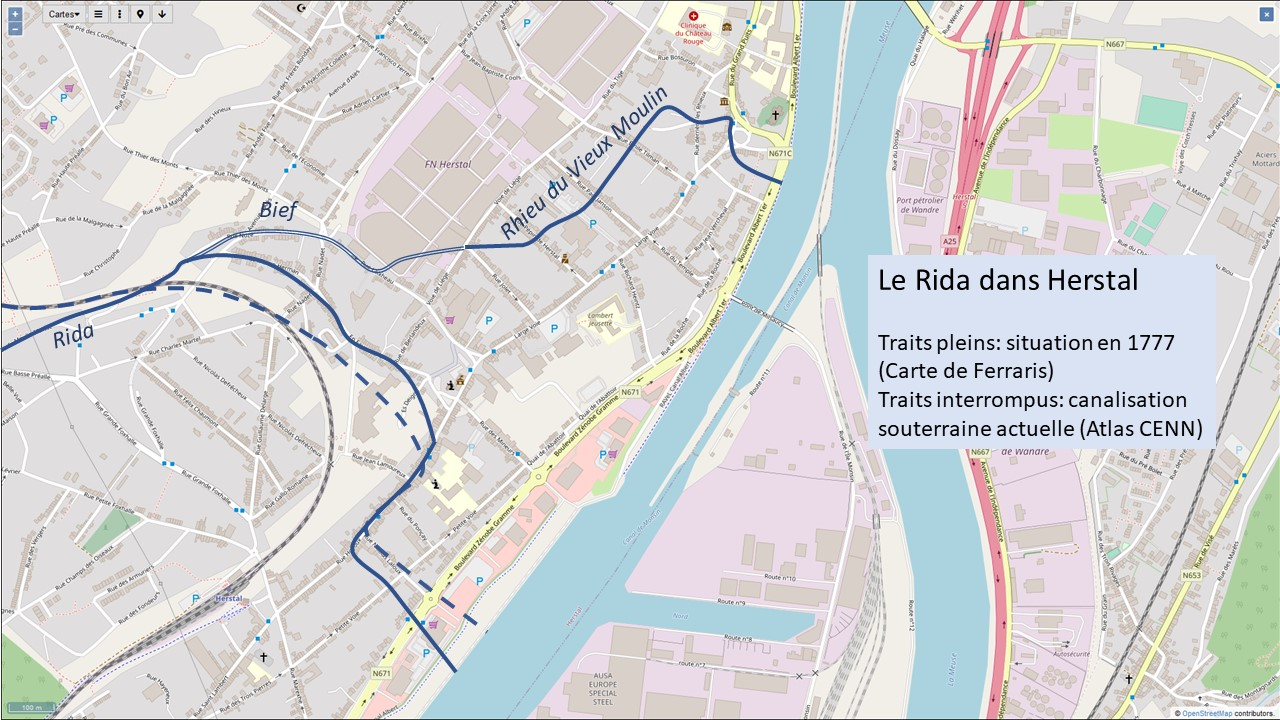
Le Rida dans Herstal

En aval de Bériwa, après le Moulin Nozé, le Rida se séparait en deux. Le cours principal était dévié par l'endroit actuel de la rue Laixheau et s'écoulait en direction de la Place Licour. En cas de grosses eaux une partie du débit passait dans le cours d'origine, par la Rue Faurieux, où la voûte de son passage en-dessous d'une ancienne ligne de chemin de fer est encore visible.

## Histoire

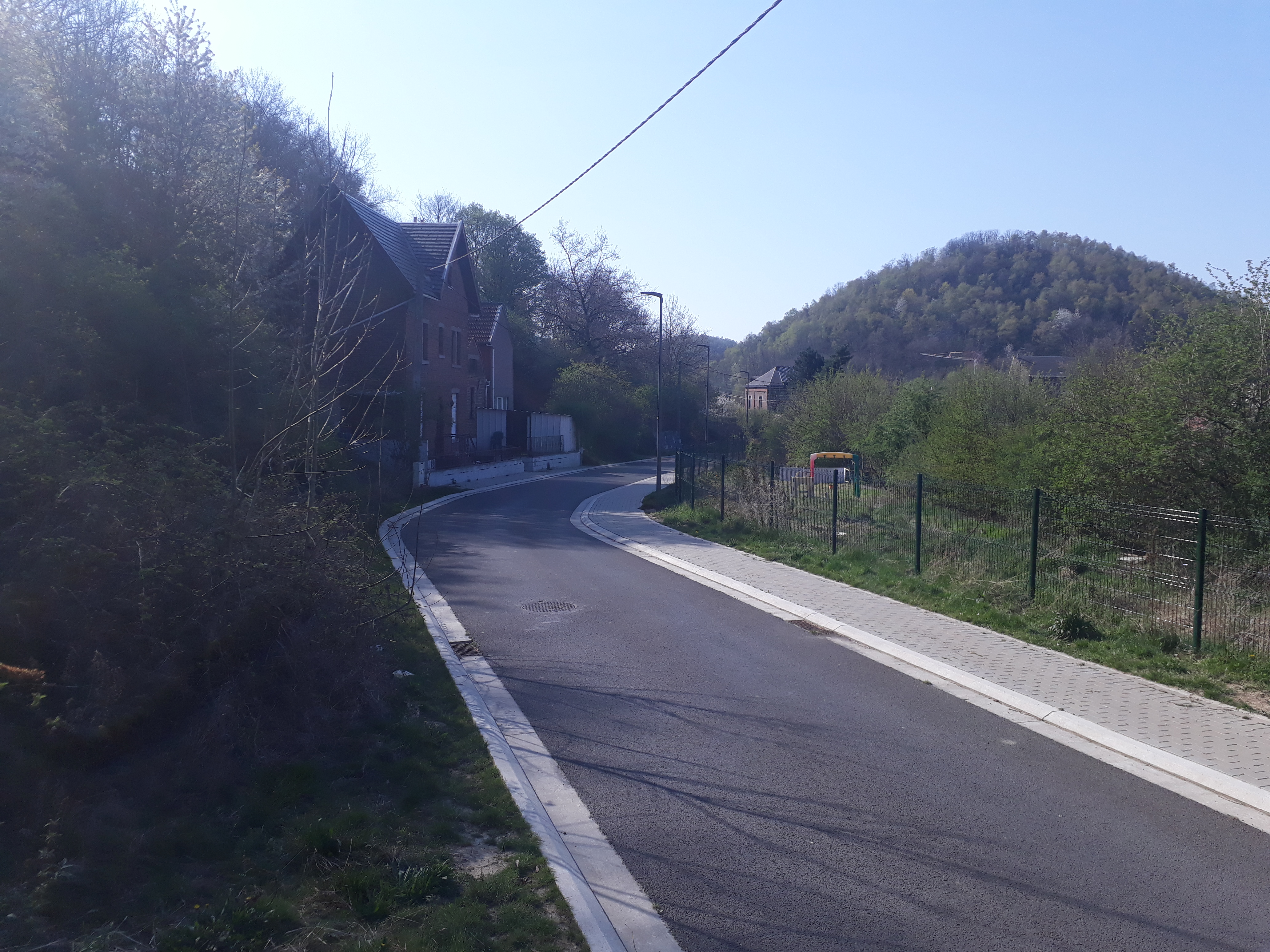
À partir de la Rue Bois Gilles, le Rida est repris dans le réseau d'égouts de la ville de Herstal

Le Rida alimentait neuf moulins. C’est pourquoi on l’appelait jadis «Rieu des Mollins». Le nom original de la ferme Charlemagne était "Moulin du Rida".
Les flancs de vallée du Rida étaitent occupés par la culture maraîchère, particulièrement les fraises,.
Depuis 2021, le Vallon du Rida est reconnu par la Region Wallonne comme site de grand intérêt biologique.

## Catégorisation
Le Rida est repris à l'Atlas des cours d'eau non navigables. Dans cet atlas, la partie sur Vottem s’appelle Ruisseau du Ponçay (troisième catégorie) et la partie sur Herstal, Ruisseau du Patar (deuxième catégorie).

## Gestion de la rivière

### Risques de pollution
Jusque dans les années 1970, un dépôt d’immondices à ciel ouvert était installé dans la tête de vallée du Rida. Ce dépôt a été abandonné et reboisé, sans mesures d’assainissement particulières. Le Rida passe en-dessous au moyen d’un pertuis qui débouche au pied de l’ancienne décharge. En Avril 2008, le Dr. Migeotte, habitant Vottem fait analyser des échantillons de sol autour de cette décharge au laboratoire « Santé et Cadre de Vie » de l’Institut
Malvoz à Liège. La conclusion est que les concentrations en cadmium, plomb et
hydrocarbures vrais présentent un risque pour la santé humaine et pour l’environnement. Lors du conseil communal de Herstal d’Octobre 2008, le bourgmestre Frédéric Daerden était interpellé à ce sujet par tous les groupes politiques. Le conseiller Johan Vandepaer (PTB) exprimait la crainte que le sol des environs ainsi que les eaux du Rida soient pollués et demandait au conseil communal que des analyses d’échantillons soient faites en laboratoire. Le bourgmestre annonça avoir pris contact avec la SPAQUE pour qu’elle effectue des analyses et vérifications sur le site, et qu’il informera les membres du conseil communal des résultats.
Le ruisseau n’est pas repris dans les fiches de caractérisation des masses d’eau de surface du DHI Meuse.

### Aménagement
Dans le Schéma de Structure Communal de 2013, il est prévu de valoriser les parties encore à ciel ouvert du Rida et pour d'autres parties la remise à ciel ouvert, lorsque cela s’avère réalisable. La commune ne fait cependant pas partie du Contrat Rivière "Meuse Aval".

## Toponymie et image de marque
Dans un inventaire exhaustif de la toponymie de Vottem, fait dans des archives et remontant jusqu'au XIIIe siècle, la toponymie "Rida" est rencontrée le plus souvent. À l'origine, on écrivait "Rieu dauble", le radical auble étant rattaché au latin albus (blanc), donc "Ruisseau blanc".
Particulièrement à Vottem, le Rida a une connotation positive, transmise de génération en génération:
- Fin des années 1970, début 1980, le journal des écoliers de l'Athénée Royal de Vottem (situé le long du ruisseau) s'appelait "Le Rida Enchaîné".
- Le nom antérieur de la Rue Florent Boclinville à Vottem était Rue du Rida[15].
- Il circule des légendes à Vottem à propos du vallon du Rida; des sorcières y venaient, et on évoque également que c'était anciennement un lieu de rendez-vous galants où on venait en calèche depuis Liège[33].

Les noms "Ruisseau du Ponçay" et "Ruisseau du Patar" que l'on voit sur certaines cartes administratives ne sont pas connus à Vottem. Egalement, au début du XXe siècle on ne trouve pas ces noms dans un relevé exhaustif de la toponymie de Vottem.

## Galerie de photos

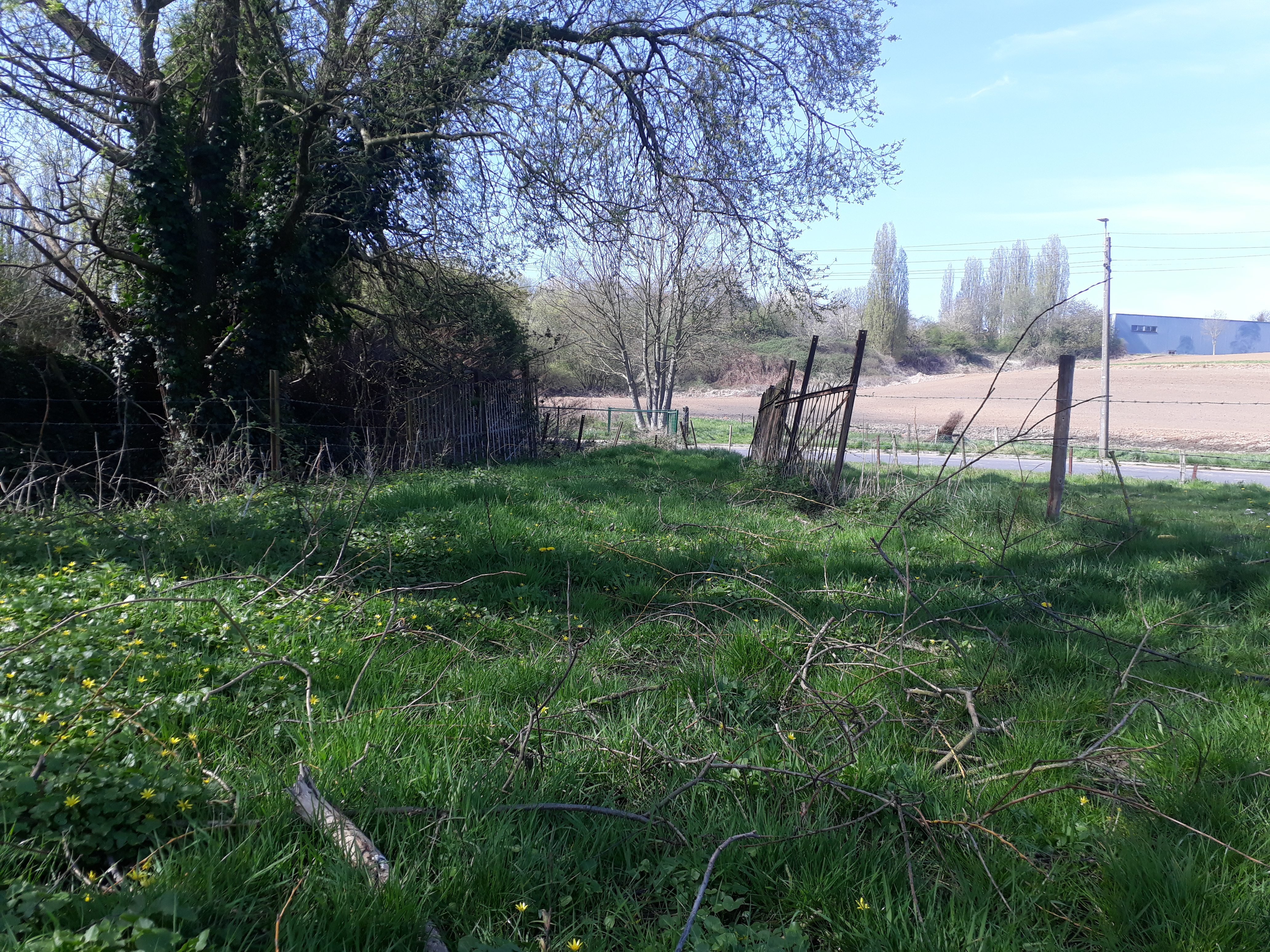
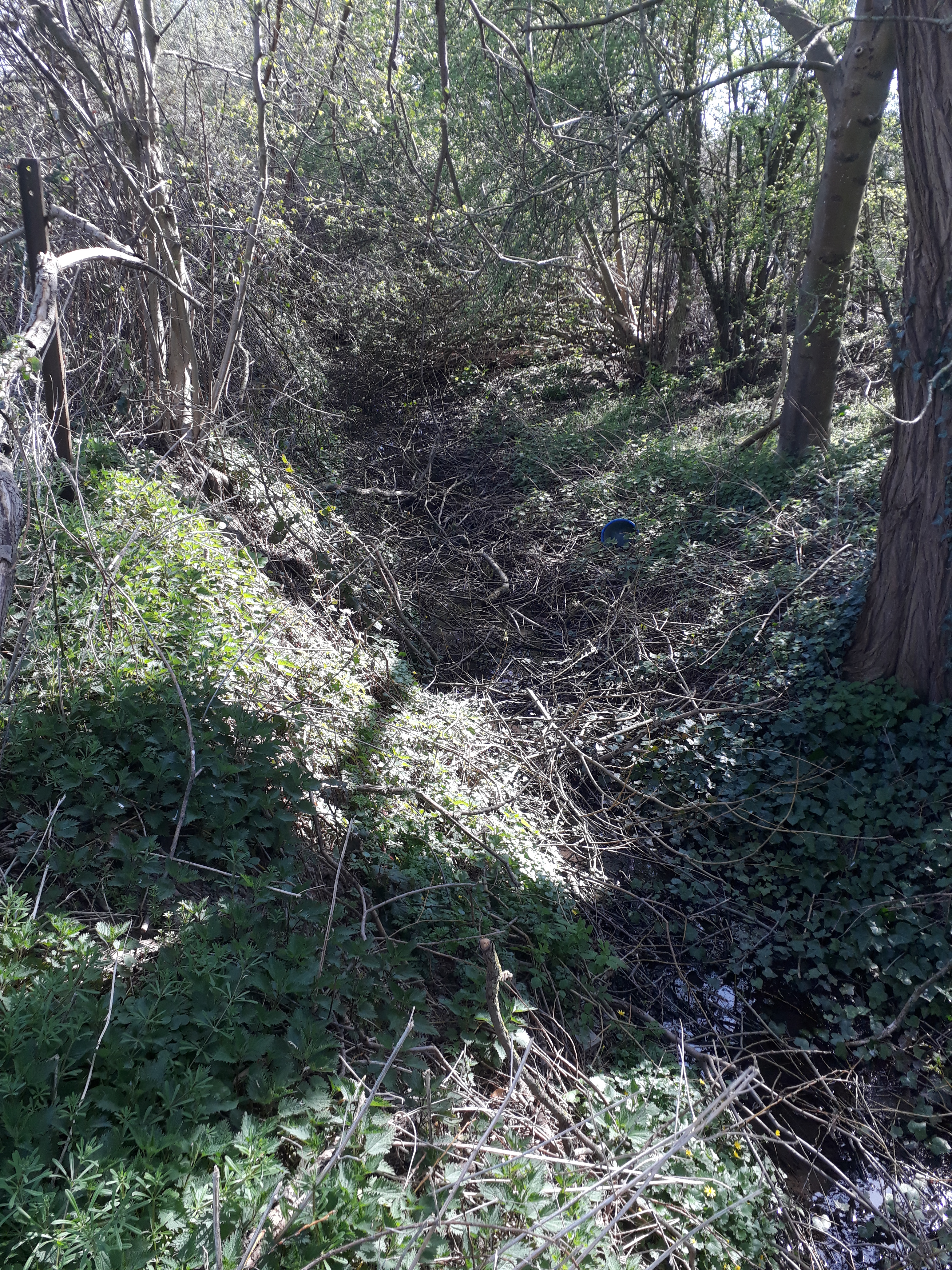
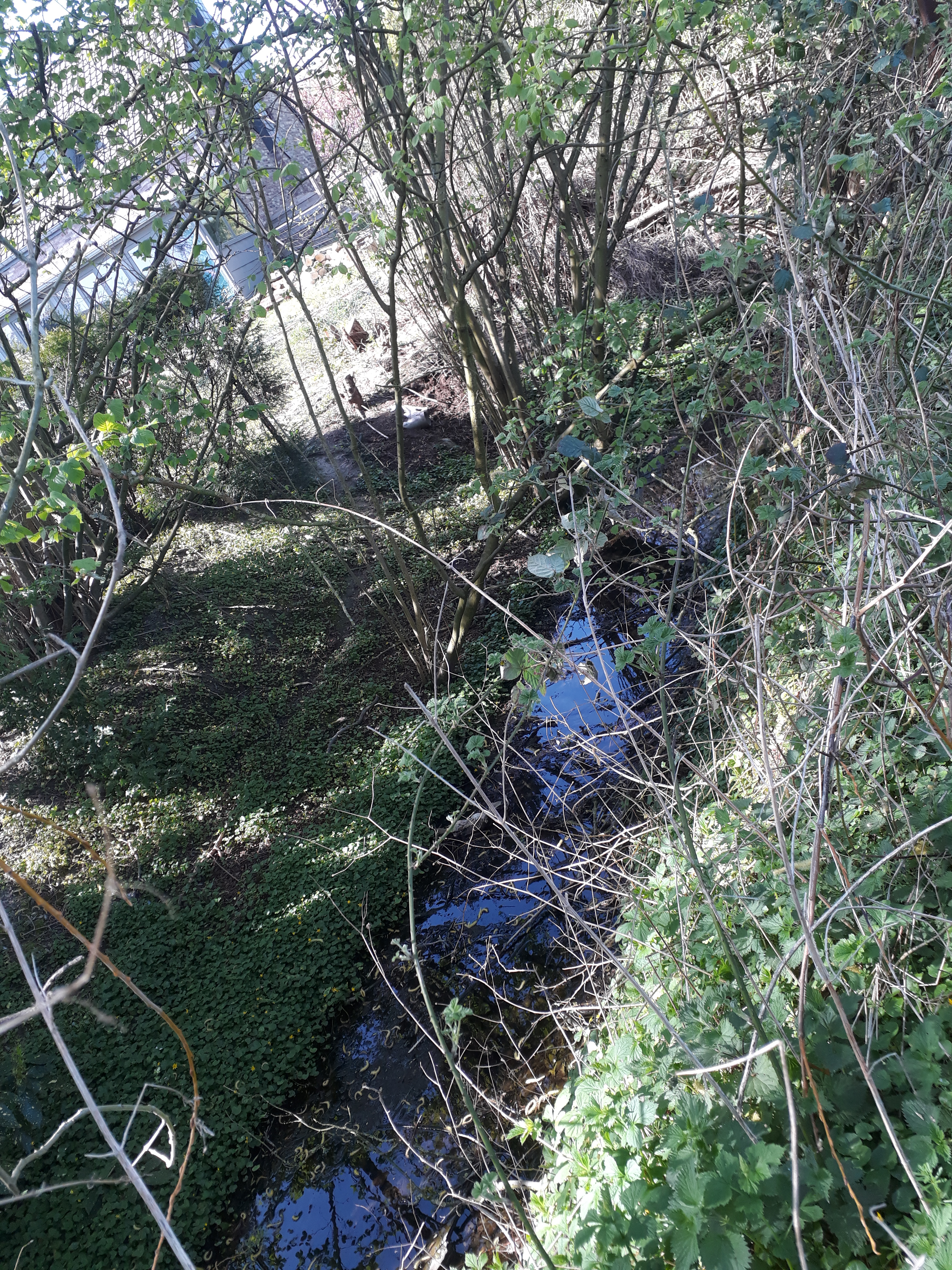
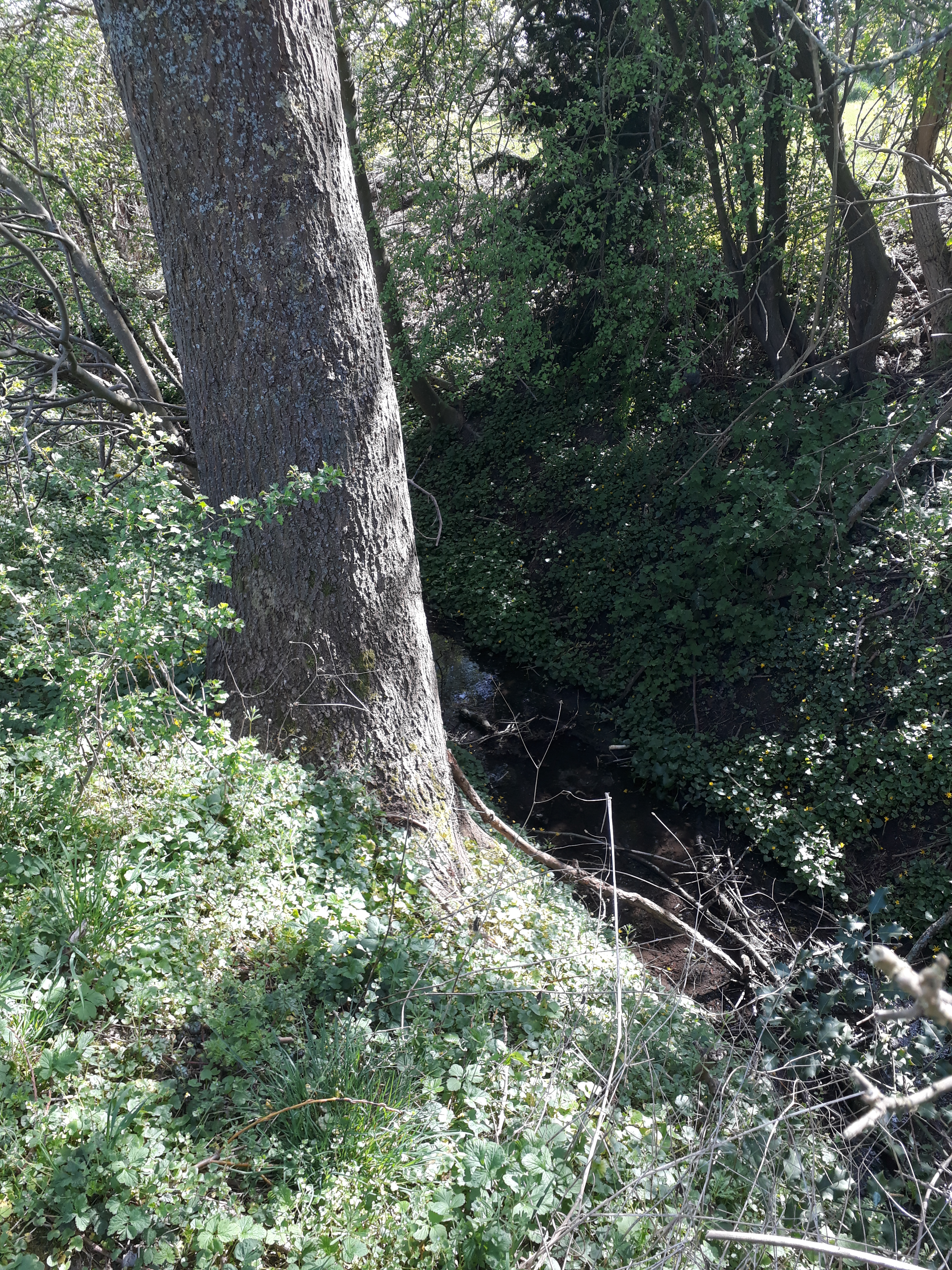